# Sposalizio mistico di santa Caterina (Giulio Cesare Procaccini)
Sposalizio mistico di Santa Caterina è un dipinto di Giulio Cesare Procaccini. Eseguito a olio su tela, in un formato quadrato e databile tra il 1616 e il 1620 circa, è conservato nella Pinacoteca di Brera di Milano.

## Storia
Sono scarse le notizie a disposizione sull'opera. La tela apparteneva alla celebre collezione del cardinale Cesare Monti, dal quale fu lasciata alla quadreria dell'arcivescovado. Da qui fu requisita dal viceré Eugenio Beauharnais per essere esposta all'Accademia di Brera. Fu eseguita nel secondo decennio del Seicento a Milano, forse per la collezione di Scipione Toso, nobile milanese importante collezionista d'arte.
Il dipinto è ritenuto una delle ultime opere del Procaccini, artista proveniente da una famiglia di pittori bolognesi, che, pur avendo compiuto la sua carriera successivamente a Milano, mostra nel suo stile forti accenti emiliani, che rimandano in particolare al Parmigianino.

## Descrizione
Il soggetto del dipinto, ricorrente all'epoca, è tratto dalle Nozze mistiche di Bonino Mombrizio.

L'iconografia dell'opera è tuttavia originale, comprendente in secondo piano l'apparizione dell'angelo all'anziano Giuseppe, in atto di parlare per svelare il mistero dell'incarnazione. La struttura dell'opera è circolare, come suggeriscono i rimandi degli sguardi e dei gesti dei protagonisti. La patrona dei teologi è ritratta in silente concentrazione, mentre fissa l'incrocio dei gesti delle tre mani, la propria, quella del bambino che infila l'anello e quella della Vergine che le sorregge entrambe. Le tre figure dominano la scena evidenziate anche dalla luce che le fa risplendere, enfatizzandone la bellezza e la dolcezza dei volti e delle carni, con un particolare risalto alla pelle nuda del bambino e i volti delle due donne. Taluni critici hanno rilevato la componente erotica sottesa alla grazia e alla freschezza di questa rappresentazione.
Fra le fonti d'ispirazione dell'opera, prevalgono Correggio, le allegorie di Tiziano e il Leonardo della Sant'Anna del Louvre, che si fondono con estremo virtuosismo in un'invenzione divenuta poi modello per gli artisti dell'ambiente..